# Hegyközszentimre
Hegyközszentimre falu Romániában, Bihar megyében.

## Fekvése
Az érmelléki hegyek alatt, a Berettyó folyó jobb partján, Szentjobbtól nyugatra fekvő település.

## Története
A település és környéke ősidők óta lakott hely volt. Határában gyakran találtak kő- és bronzkori leleteket.
1332-ben Villa sancti Emerici néven írtak róla a korabeli oklevelekben.
A falu Monostor nevű dombján állt Szent Imre apátsága, melyről Bátori András váradi püspök is említést tett egy 1340-ben kelt oklevelében.
A 13. század végére a monostor már hanyatlásnak indult, mivel a települést ekkor már csak szerény kis községnek   írták le.
1526-ig a váradi püspök volt a település földesura.
1666-ban már több birtokosa is volt. Itt volt birtokos Lónyai Anna, Rhédey Ferenc, I. Apafi Mihály fejedelem is.
1667-től 1712-ig a debreceni református főiskola, majd a váradi püspök birtoka volt.
1910-ben 1236 lakosából 1233 magyar, 3 román nemzetiségű volt.
Hegyközszentimre több ütközetnek, harcnak is színhelye volt:
- A 12. század végén Pál országbíró fiai és IV. László király,
- A 14. század elején a Tamásfiak és Károly Róbert király,
- A 16. század közepén Csáky Pál és I. Ferdinánd király vezérei ütköztek meg itt.
- 1604-ben pedig Bocskai István hadai szorították itt a Berettyóba az ellenséget.

A faluban lévő Kis- és Nagybocskay dűlők nevéről fennmaradt az a hagyomány, hogy ott Bocskay Fejedelem hadai táboroztak.
A falu határában más, történelmi emlékeket hordozó dűlőnevek is vannak: Koppány (Koppány kútja? - pogány szertartások tartására alkalmas, eldugott helyen!), Akasztófa-domb (a Berettyó völgyének nagy területéről látható dombél, a Biharvajda felé eső határrészen).

## Nevezetességei
- Református templom - 1787-1789-ben épült.
- Ásványvíz - az "ÉLET VIZE" artézi kútból, 140 méter mélységből, erősen szénsavas[forrás?], ásványi sókban gazdag ásványvíz tör elő már több mint hét évtizede.
- Hegyközszemtimre-i borospincék: A település lakói már a XVIII. századtól kezdődően foglalkoztak szőlőtermesztéssel és borkészítéssel, ezt a tényt igazolja a gárdonyi domb oldalában ásott számos pince is, melyek a környék legjobb borait őrzik. A legnagyobb pince az Úr család tulajdona, a család 13 hektár területen termeszt muskotály- és királyleányka szőlőt.